# Bergstrands kafferosteri
Bergstrands kafferosteri är ett kafferosteri i Göteborg, etablerat 1891 och drivet som ett familjeföretag i fjärde och femte generationen. 
Företaget startade som importör av kaffe och andra koloniala varor såsom kryddor, bomull och mattor. 1934 började företaget med kafferosteriverksamhet.
Den 25 september 2008 drabbades Bergstrands av en brand som förstörde rosteriet, vilket byggdes upp under vintern 2008 och våren 2009.